# Internationella arbetslag

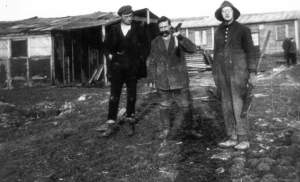
Första SCI projektet 1920

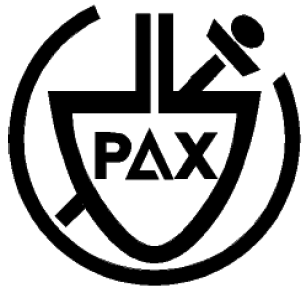
SCI logo

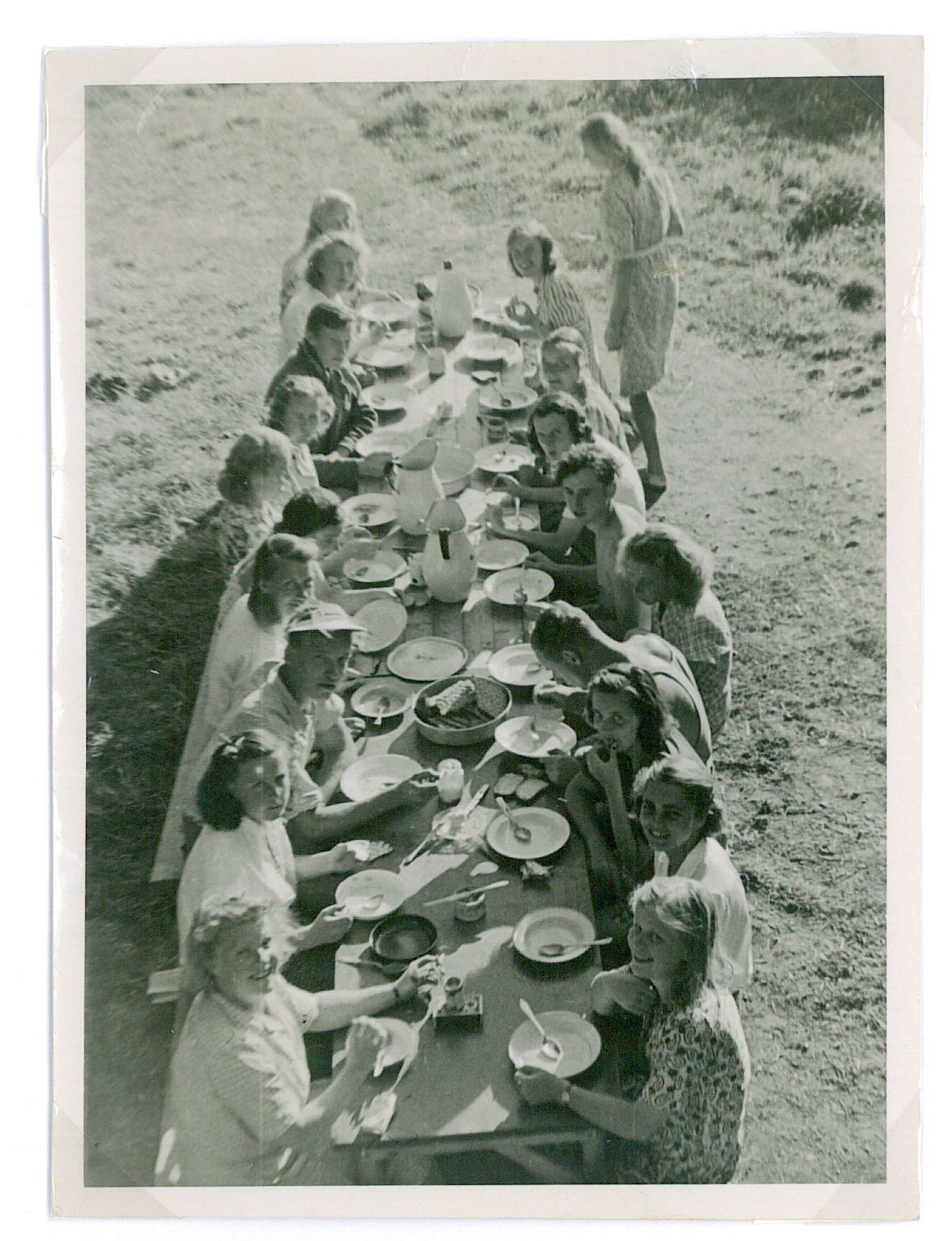
Projekt av Internationalla arbetslag i Fittja 1948

Internationella arbetslag (IAL) är den svenska grenen av den världsomspännande organisationen Service Civil International (SCI, grundad 1920). IAL bildades 1943. SCI finns idag representerat i totalt 33 länder.

## Syfte och verksamhet
IAL är en fredsorganisation som arrangerar internationella volontärläger i Sverige och förmedlar volontärer till volontärläger utomlands. Grundtanken är att när människor lever och arbetar tillsammans med ett projekt bryts barriärer ned och förståelsen ökar. På detta praktiska och jordnära sätt vill IAL verka för fred och internationell solidaritet. IAL anser att volontärläger är i sig en övning i demokrati och samarbete som ofta leder till nära vänskap. Samtidigt gör volontären en insats för ett ideellt projekt som inte skulle kunna genomföras utan frivilligt arbete.
Organisationen har läger världen över. Dess teman innehåller bland annat fred och nedrustning, internationell solidaritet, etniska minoriteter och flyktingar, kulturminnesvård och arkeologi, barn och funktionshindrade, miljö- och naturvård. 
IAL:s volontärläger varar oftast 2-4 veckor. Vem som helst som har fyllt 18 år kan söka dem.
IAL tar också emot och skickar långtidsvolontärer till projekt, som oftast varar mellan 3 och 12 månader. Långtidsvolontärer arbetar ofta inom SCI, eller i projekt med samma teman som volotärarbetslägren. Kraven på långtidsvolontärer kan vara mer specifika än för volontärarbetslägren.
IAL är bland annat medlem i Forum Syd, en partipolitiskt och religiöst obunden plattform för 163 svenska organisationer som arbetar för global rättvisa och hållbar utveckling.